# Raadhuis van Goslar
Het Raadhuis van Goslar in de Duitse deelstaat Nedersaksen is een gotisch 15e-eeuws bouwwerk aan de centrale markt. Het gebouw heeft een Huldigungssaal, een ruimte waarvan wanden en plafond volledig bedekt zijn met 16e-eeuwse beschilderingen.
Het historische raadhuis staat als onderdeel van de Altstadt van Goslar sinds 1992 op de Werelderfgoedlijst van UNESCO.